# Rovon
Rovon ist eine französische Gemeinde mit 613 Einwohnern (Stand: 1. Januar 2022) im Département Isère in der Region Auvergne-Rhône-Alpes (vor 2016 Rhône-Alpes). Sie gehört zum Arrondissement Grenoble und zum Kanton Le Sud Grésivaudan. Die Einwohner werden Rovonnais genannt.

## Geographie
Rovon liegt etwa 21 Kilometer westlich von Grenoble an der Isère, die die Gemeinde im Nordwesten begrenzt. Die Gemeinde ist zugleich Teil des Regionalen Naturparks Vercors. Umgeben wird Rovon von den Nachbargemeinden L’Albenc im Norden, Saint-Gervais im Osten, Rencurel im Süden und Südosten, Malleval im Süden und Südwesten, Cognin-les-Gorges im Westen und Nordwesten sowie Vinay im Nordwesten.

## Bevölkerung
| Jahr                       | 1962 | 1968 | 1975 | 1982 | 1990 | 1999 | 2006 | 2018 |
| -------------------------- | ---- | ---- | ---- | ---- | ---- | ---- | ---- | ---- |
| Einwohner                  | 309  | 262  | 274  | 310  | 424  | 532  | 578  | 609  |
| Quellen: Cassini und INSEE |      |      |      |      |      |      |      |      |

## Sehenswürdigkeiten

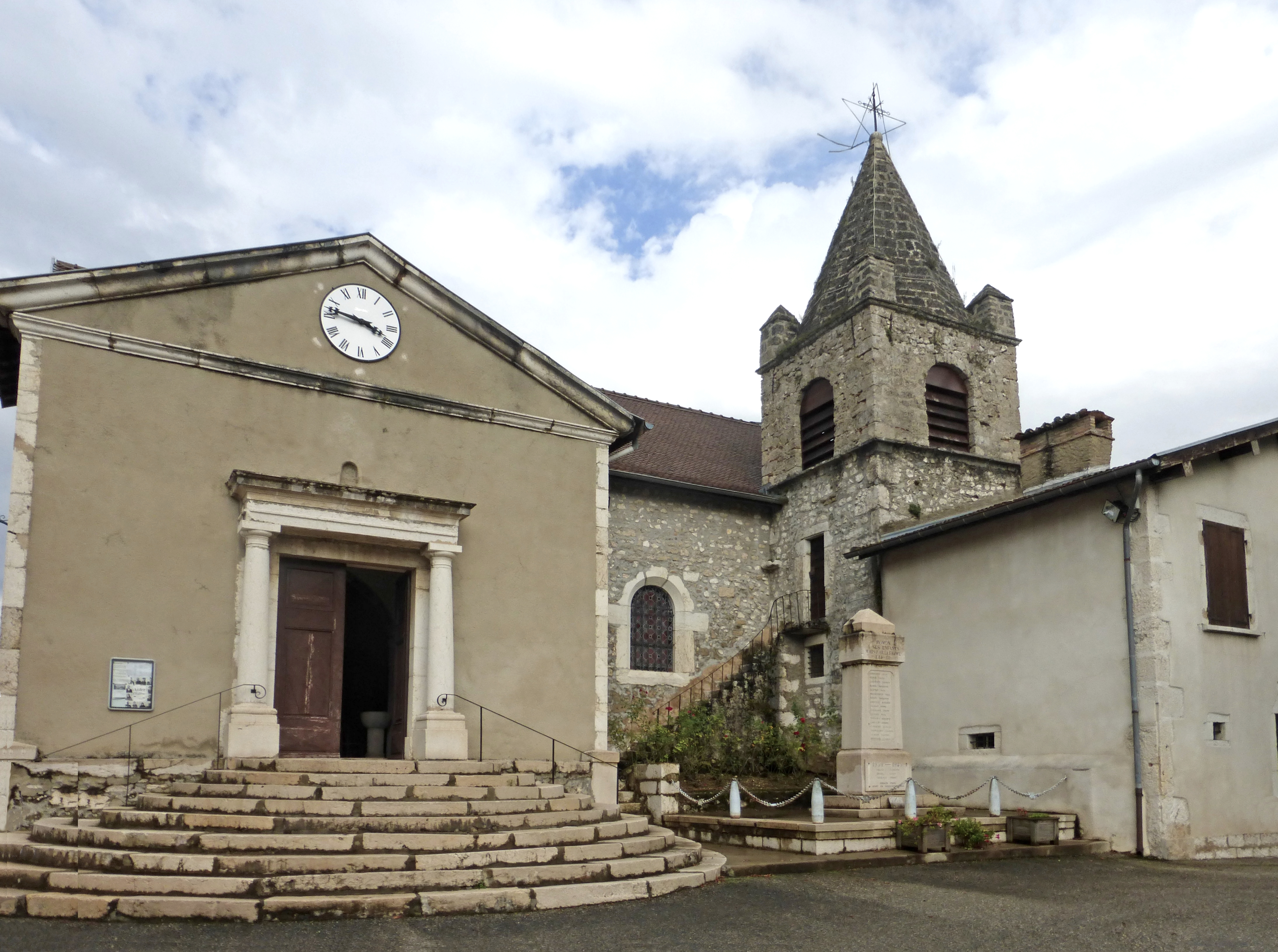
Kirche Saint-Pierre

- Kirche Saint-Pierre